# الباب يفوت أمل (فلم)
الباب يفوت أمل هو فيلم كوميدي اجتماعي مصري صدر عام 2016 من إخراج أحمد البنداري وبطولة كل من شريف سلامة، درة زروق وهو من آخر الأعمال التي شارك فيها الفنان الراحل أحمد راتب، وتدور أحداثه حول مشاكل زوجية بين محامية وطبيب بيطري.
عنوان الفيلم مأخوذ من مثل مصري يقول: "الباب يفوت جمل". وهي عبارة تُستخدم عند الطرد من المنزل!

## الممثلين
| - شريف سلامة:توفيق توفيق - درة زروق: أمل عبد الوهاب - ياسر الطوبجي:خميس - خالد عليش:رافت - أسامة عبد الله: محامي | - حمدي السخاوي:والد أمل - سلوى عثمان:والدة أمل - عمر محمد نور: الطفل كريم - أحمد راتب:القاضي | - سامي مغاوري:الوزير - محمد متولي:القاضي - عبد الله مشرف - شيماء سيف - سيد مصطفى |

حازم فؤاد:المعلم - أحمد أبو شاهين - محمود عزت - سامر المنياوي - منى ممدوح - ياسمين عبد العال - صافي - أميرة كمال - أحمد فرغلي - كريم رشدي - محمود رأفت - محمود عبد الدايم - باسم طبانة - زكي لوجو - سيد شعبان - إيهاب أباظة - عبد العاطي صالح

## روابط خارجية
- مقالات تستعمل روابط فنية بلا صلة مع ويكي بيانات